# Metacnephia trigonia
Metacnephia trigonia är en tvåvingeart som först beskrevs av Lundstrom 1911.  Metacnephia trigonia ingår i släktet Metacnephia och familjen knott. Inga underarter finns listade i Catalogue of Life.